# Cadell
Cadell – miasto w Australii, w stanie Australia Południowa.